# 1300 dans les croisades
- Mamelouks :             An-Nâsir Muhammad ben Qalâ'ûn

Cette page regroupe les évènements concernant les Croisades qui sont survenus en 1300 : 
- des rumeurs à propos d'une invasion mongole en Palestine relance une ferveur vis-à-vis des Croisades[1].